# Coro de los Cosacos del Don de Serge Jaroff

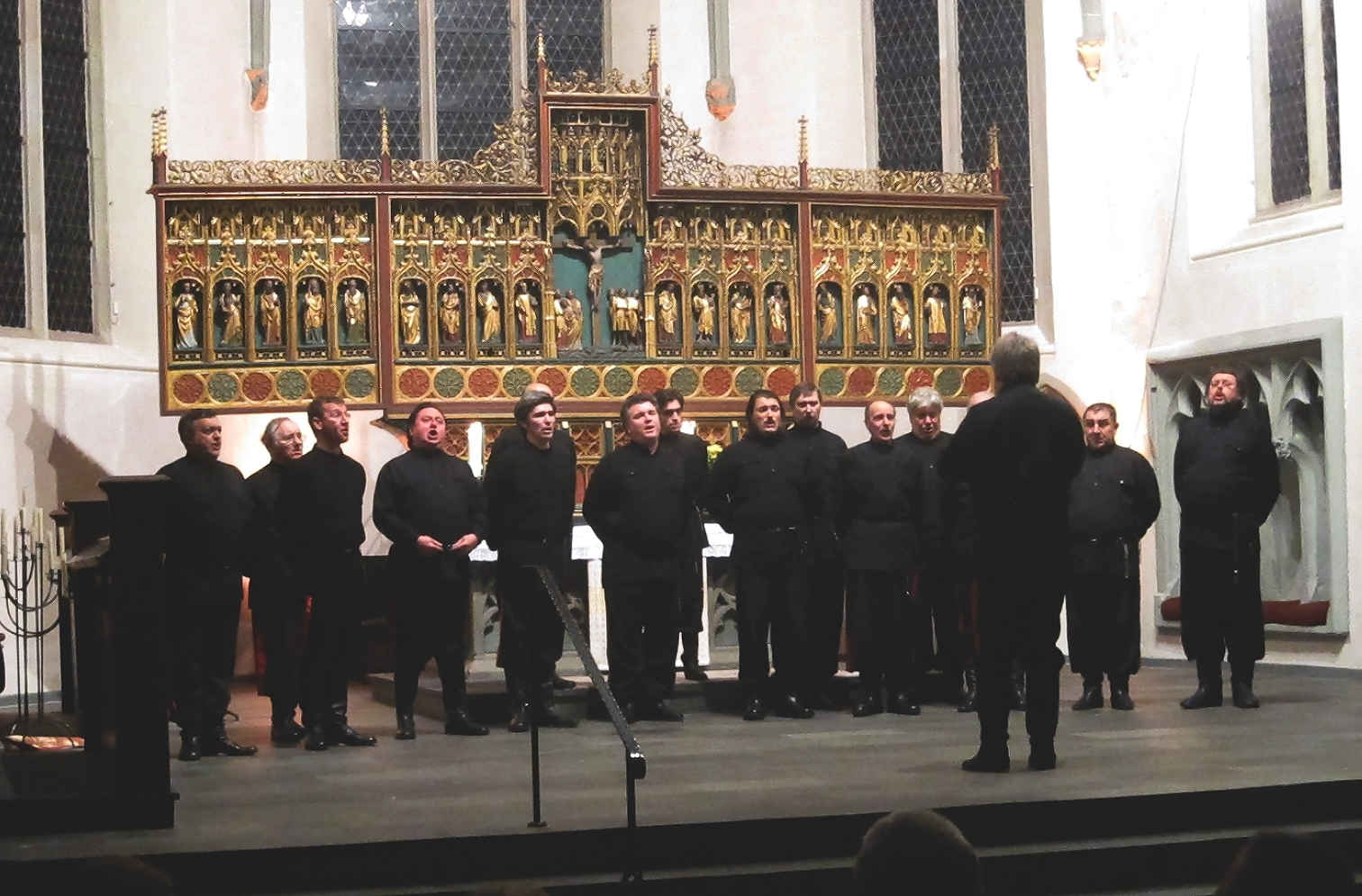
Concierto del Coro de los Cosacos del Don de Serge Jaroff, dirigido por Wanja Hlibka, en la Iglesia de la Ciudad Suprema de Iserlohn, 2012.

El Coro de los Cosacos del Don de Serge Jaroff es uno de los coros rusos más conocidos mundialmente. Serge Jaroff dirigió este coro dese su fundación y durante 60 años.

## Fundación del coro
En 1921, el coro de los cosacos del Don fue fundado por Serge Jaroff en un campo de refugiados en Çilingir (Constantinopla), donde Jaroff llegó junto a otros cosacos huyendo del Ejército Rojo tras acabarse la Guerra civil rusa. En un principio, el coro cantaba durante la celebración de sus propias misas; más tarde daría también conciertos. El coro se trasladó después a la isla griega de Lemnos. Los conciertos al aire libre fueron muy populares, sobre todo entre los británicos. Los cosacos fueron posteriormente embarcados hacia la ciudad búlgara de Burgas, donde se relacionaron con la iglesia. Como la iglesia no tenía medios para pagar al coro, los cosacos hicieron todo tipo de trabajos, como trabajar en la fábrica de cerillas.

## Sofía, Bulgaria
En los campos de Sofía (Bulgaria) las tiendas fueron sustituidas por barracas, puestas a disposición del Ministerio de Defensa. Por cada concierto ganaban dos dólares, lo que corresponde a 4 euros. Su debut el 23 de junio de 1923 en la Catedral de Alejandro Nevski de Sofía los animó a seguir actuando. Después de ese pequeño éxito, tuvieron una oferta de un director de una fábrica en Montargis. La mujer del director resultó ser también rusa. Ambos habían, tiempo atrás, apadrinado a otra orquesta. Durante la semana trabajaban y en el fin de semana daban conciertos. Debido a la falta de dinero, los Cosacos del Don se trasladaron a Viena definitivamente. Recibieron ayuda de la Sociedad de las Naciones (SDN) que estaba interesada en el coro, la cual consiguió una audición en un teatro de Viena.
La audición fue un éxito. El primer concierto se dio en el teatro Palacio Imperial de Hofburg de Viena el 4 de julio de 1923. Este concierto fue otro enorme éxito y el director auguró que le seguirían muchos más conciertos. Al final fueron más de 10 000 conciertos los que se dieron, todos dirigidos por Serge Jaroff. Tal prestación no se ha vuelto a ver más en el mundo de los coros. El 1930, el coro se fue a los Estados Unidos de América y en 1936, durante una ceremonia común, recibieron la nacionalidad estadounidense.

## Segunda Guerra Mundial
Después de la Segunda Guerra Mundial, el coro se instaló definitivamente en los Estados Unidos. El famoso empresario Sal Hurok fue su primer representante. Más tarde le sucedió, ya en Alemania, Clara Ebner, y en 1953 Konzertdirektion Collien. En 1960, Otto Hofner se hizo cargo del coro y también entabló una buena amistad con Serge Jaroff.
Después de una serie de conciertos celebrados en Estados Unidos, en 1981 Serge Jaroff entregó los derechos del coro a Otto Hofner y dio permiso para dar una gira bajo la dirección de George Markitisch. En ese momento Hofner decidió que no quería seguir con el coro.

## Michael Minsky
En 1985, Otto Hofner llamó a Michael Minsky, solista de Jaroff, el cual conocía bien a Jaroff y al coro desde 1948. Minsky tenía ya por entonces una reputación mundial tanto de solista barítono como de director de coro. Trabajó mucho tiempo junto a Jaroff para conseguir que el coro siguiera manteniendo su tradición. En 1986, conforme a los deseos de Jaroff, Hofner organizó una gira con Nicolai Gedda, cuyo padre adoptivo Mijaíl Ustínov había cantado en los inicios del coro, como solista invitado. La gira estaba siendo un éxito, pero bajo la negativa de Nicolai Gedda de cantar a diario, y al caer Minsky enfermo, Otto Hofner tiró la toalla y abandonó la gira.

## Wanja Hlibka
Wanja Hlibka, el solista más joven de Jaroff, y George Tymchenko retomaron juntos las riendas del coro y, en 2001, se les otorgaron los derechos de Otto Hofner sobre el coro. Hasta el día de hoy, siguen dando conciertos en grandes escenarios de todo el mundo.

## Estilo de dirección
Serge Jaroff destacó por su manera de dirigir, al igual que otros directores rusos de su misma época. Era pequeño y cuando estaba dirigiendo el coro apenas se movía, solamente dirigía moviendo su cabeza, sus ojos y sus dedos. Si un grupo de bailarines cosacos actuaba junto al coro en el escenario, Jaroff dirigía solamente los primeros compases. Sobre Serge Jaroff se ha escrito que a sus cantantes los tocaba como el teclado de un órgano. Este hecho se puede ver en una película reciente sobre su coro.